# Jüdischer Friedhof (Landwürden)
Der jüdische Friedhof in Landwürden (Gemeinde Loxstedt im Landkreis Cuxhaven in Niedersachsen) ist ein im Jahr 1751 gegründeter und im Jahr 1951 aufgelassener Friedhof.

## Geschichte
Der Friedhof wurde wohl Ende 1751 begründet als dort als erster Schutzjude vor Weihnachten 1751 Arend Lambert bestattet wurde. Eine Lageskizze ist aus dem Jahr 1800 nachweisbar. Die Geländezuweisung erfolgte durch den damaligen Amtsverwalter. Es folgten im Jahr 1800 eine fragliche geringfügige Verlegung sowie eine Umfriedung des Grundstücks mit einem Graben.
Zum Schutz des Friedhofs vor herumstreunenden Vieh wandte sich im Jahr 1800 der Schutzjude Elias David aus Eidewarden an das Amt Dedesdorf und bat um eine Genehmigung zur Errichtung einer Hecke und eines Grabens um den Friedhof. Die Gemeinde erinnerte sich daran, dass „vor 50 Jahren ein Bösewicht sich erkühnt hatte, das Aas eines verendeten Pferdes über den Körper eines begrabenen Juden an dieser Stelle zu verscharren.“ Auch sollen Schäden durch Menschenhand entstanden sein. Da die Weide auch von den „kleinen Leuten“ der Bauernschaft genutzt wurde, mussten bei der Genehmigung auch deren Bedürfnisse beachtet werden. Während vor 1746 keine Juden geduldet wurden, habe man sich nun dieser Niederlassung und die Anlegung des Friedhofes „gefallen lassen müssen.“ Nun wollten die Juden auch noch einen eingefriedeten „Kirchhof“ haben, wo doch „noch kein Jude einmal ein eigenen Haus besäße.“ Darüber hinaus führte der Weg der Einwohner von Buttel und Neuenlande über den „Judenkirchhof“ und es sein „nicht erlaubt, daß Christen den jüdischen Leichen Platz machen müßten.“ Befürchtet wurde zudem, dass durch eine Einfriedung „erst recht muthwillige Beschädigungen durch Jugendliche“ zu erwarten seien. Es kam dann doch zur Bewilligung; für die neu ausgewiesene Fläche war ein Grundzins von 24 Groten jährlich zu zahlen. Der Grabenaushub konnte zur Erhöhung des Grundstücks und des Kirchwegs verwendet werden.
Der Friedhof wurde vermutlich bis in das Jahr 1874 belegt. Dies ergibt sich aus den auf den Jüdischen Friedhof in Ovelgönne überführten Grabsteine (hier: Witwe des Elias David, gestorben 1874).
Der Gemeindevorstand von Dedesdorf berichtet im Jahr 1911 dem Großherzoglichen Amt Brake, dass sich der Friedhof in einem vernachlässigten Zustand befand. Der oldenburgische Landrabbiner David Mannheimer antwortete auf diesen Hinweis mit der Bemerkung, dass es nicht im „Interesse des Ansehens der Juden in der Gesemtheit [liegt], dass solche Stellen wie der fragl. Friedhof durch schlechtes Ansehen nicht öffentliches Aergernis erregen“ solle.
1947 berichtet das Kreisamt Wesermarsch über diesen Friedhof, dass sich der Friedhof in einem sehr vernachlässigtem Zustande befindet und die ordnungsgemäße Wiederherstellung bereits im Gange seien. Das Gemeindeamt Landwürden berichtet am 2. August 1947 ausführlicher:

„Der Belegenheitsort des Friedhofes ist: Dedesdorfer Felde, Art. 255. Rosenbaum, Jul. Kinder. Flur 13, Parzelle 169/45. Größe 0,0322 ha. Der Friedhof ist seit langem nicht mehr in Benutzung. Leichen sind dort seit über 40 Jahren nicht mehr beigesetzt worden. Die Gräber sind mit Gras überwachsen. Die vorhandenen 3 Grabsteine (Oberkirchener Sandstein) sind versackt und stehen schief. Die Umfriedung des Friedhofes besteht aus einem breiten Wassergraben. Die Eingangsstelle muss ein neues Tor erhalten. Der Wassergraben wird aufgereinigt u. das Tor wird in nächster Zeit angefertigt und aufgestellt werden. Bemerkt wird noch, dass der Friedhof während der Nazi-Herrschaft keine Zerstörungen erfahren hat. Der augenblickliche Zustand des Friedhofes ist seit der Nichtbenutzung unverändert.“

Im Jahr 1950 wird von Seiten des Niedersächsischen Verwaltungsbezirk Oldenburg dem Landkreis Wesermarsch mitgeteilt, dass die noch vorhandenen Grabsteine des Jüdischen Friedhofs in Landwürden auf den bestehenden Friedhof in Ovelgönne überführt werden sollen. Es wird insoweit um Unterstützung durch den Landkreis Wesermarsch gebeten. Nach Literaturangaben soll es sich dabei um die Grabsteine von
- Ansel David Goldberg (14. Juli 1763 – 14. Februar 1835),
- der Witwe von Elias David († 1874),
- Hannchen Elias, geb. Koopmann, (11. März 1818 – 13. Februar 1864) und
- Jacob Elias (19. August 1817 – 3. Mai 1849) handeln.[5]

Die Umsetzung der Grabsteine fand 1951 statt.
Heute gibt es an dieser Stelle keinen Hinweis mehr auf einen früheren jüdischen Friedhof in Landwürden.

## Lokalisation
In der Chronik von Landwürden und der Kirchengemeinde Dedesdorf aus dem Jahr 1925 wird die Umgebung des Friedhofes wie folgt beschrieben:

„Das einzige Haus [in Kreuzhelmer] ist eine alte Hausmannstelle. Früher war es ein Wirtshaus, im Volksmunde „Waterloo“ genannt, jedenfalls in der Zeit nach den Freiheitskriegen. Vor dem Hause liegt der jetzt nicht mehr benutzte Judenkirchhof, den Dedesdorfer Juden vom Herzog (welchem?) geschenkt.“

Meiners bezeichnet den Standort wie folgt: Südlich von Dedesdorf (Dedesdorfer Feld), bei der ‚Kreuzhelmer‘ (Dreieck in der Wegegabelung nach Oldendorf und Buttel).
Die genaue Lokalisation kann heute nicht mehr einwandfrei ermittelt werden. Nach Überprüfung von historischen Akten und heutigen Geodaten kann sie auf eine Kreuzung an der Bütteler Straße (Kreisstraße 50) und einem Feldweg lokalisiert werden.